# Johannes von Baysen
Johannes von Baysen ali Jan Bażyński, pruski vitez in državnik, * 1380, † 9. november 1459, grad Malbork, Kraljeva Prusija.
Bil je vodja Pruske zveze in prvi poljski guverner Kraljeve Prusije.

## Življenje
Družina Baysen je bila del večje flamske družine, ki je prišla v 13. stoletju iz Lübecka ali njegove okolice. Poimenovala se je po svoji posesti Basien (Bażyny) pri Wormdittu (Orneta) v Varmiji.
Johannes je sprva služboval pri tevtonskih vitezih in njihovih velikih mojstrih, med njimi pri Konradu von Erlichshausenu in Ludwigu von Erlichshausenu. Bil je eden od domačih laičnih sodelavcev reda.
V službi velikih mojstrov je v letih 1419–1422 potoval na diplomatske misije v Anglijo, Dansko in Portugalsko. Po legendi ga je portugalski kralj povzdignil v viteza za njegovo vojaško službo proti Mavrom med rekonkvisto, kar se je odrazilo v spremembi družinskega grba. Potem ko je Michael Küchmeister odstopil s položaja velikega mojstra reda, je tudi von Baysen prekinil službo pri vitezih. Bil je tudi eden od ambasadorjev velikega mojstra Paula von Rusdorfa, ki ga je imenoval za člana tajnega sveta.
Leta 1435 je bil vodja zborovanja pruskega plemstva, nezadovoljnega z vladavino tevtonskega viteškega reda. Bil je tudi član Zveze kuščarjev, organizacije pruskih plemičev in vitezov, ki so si prizadevali za vključitev Prusije v Kraljevino Poljsko. Kot zastavonoša Ostródeja je sodeloval pri ustanovitvi Pruske zveze in bil med podpisniki ustanovne listine zveze 14. marca 1440 v Kwidzynu (Marienwerder). Bil je član tajnega odbora zveze in se javno izrekel proti napadom na organizacijo s strani papeškega legata in novega velikega mojstra reda.
Bil je vodja delegacije, ki je februarja 1454 prišla iz Torunja v Krakov in prosila poljskega kralja Kazimirja IV. Jagela, naj pruske dežele ponovno vključi v poljsko kraljestvo. Posledično je vodil upor pruskih stanov proti tevtonskim vitezom. Leta 1454, med trinajstletno vojno, v kateri so mesta Pruske zveze financirala stroške poljske vojske, ga je poljski kralj imenoval za guvernerja Kraljeve Prusije, ki je po vojni postala del poljsko-litovske Republike obeh narodov. Kot guverner je imel sedež v Elblągu. V letih 1457 in 1459 je poveljeval obrambi Malborka pred napadi tevtonskih vitezov, ki so ga tudi neuspešno poskušali umoriti. Leta 1454 je bil imenovan za starešino Sztuma in leta 1456 za starešino Tolkmickega. 
Umrl je v gradu Malbork in bil pokopan v Elblągu. Na položaju guvernerja Kraljeve Prusije ga je nasledil njegov brat Ścibor Bażyński (Stibor von Baysen).